# Hildur Larssonová
Hildur Augusta Sammallahti (roz. Larssonová, nepřechýleně Hildur Larsson; 9. září 1882, Nederkalix, Švédsko – 3. května 1952, Helsinky) byla finská fotografka švédského původu a jedna z prvních fotografek finského Laponska. Působila především jako studiová fotografka v Rovaniemi a Kemijärvi, kromě toho fotografovala reportáže a krajinu Laponska.

## Životopis
Hildur, narozená buď v Nederkalix nebo v Alakainuu ve Švédsku, jako dcera lesního inspektora Nilse Pettera Larssona a Johanny Margrety Larssonové, se naučila řemeslo díky práci v Kemi v ateliéru fotografky Mii Green a ve fotoateliérech ve švédské Haparantě a dále na jih v regionu Stockholm. V roce 1905 založila první obchod s fotografiemi v Rovaniemi a později další v Kemijärvi. V Rovaniemi byl její student Lyly Autti (1898-1950). Přes svého otce se znala s lesním správcem Hugo Richardem Sandbergem a s jeho pomocí se stala standardním fotografkou lesních prací firmy Kemi.
V roce 1916 se Hildur Larssonová provdala za lesníka Eelise Sammallahda (1884–1956). Přestěhovali se do oficiálního domu v Sieppijärvi v Kolaru, a jako manželka přestala pracovat jako fotografka. V roce 1925 se rodina přestěhovala zpět do Rovaniemi a Hildur Sammallahti žila v posledních letech v Helsinkách. Zemřela 3. května roku 1952.
Manželům Sammallahtiovým v Sieppijärvi se narodily tři děti: Rakel (* 1917), Hilkka (* 1919) a Lars (* 1920). Děti Larse Sammallahtiho jsou fotograf Pentti Sammallahti a lingvista Pekka Sammallahti.

## Galerie

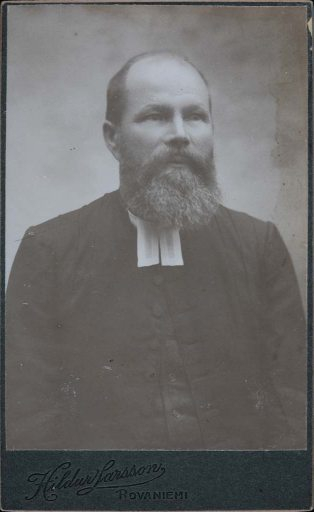
Aatu Laitinen, 1911–1916
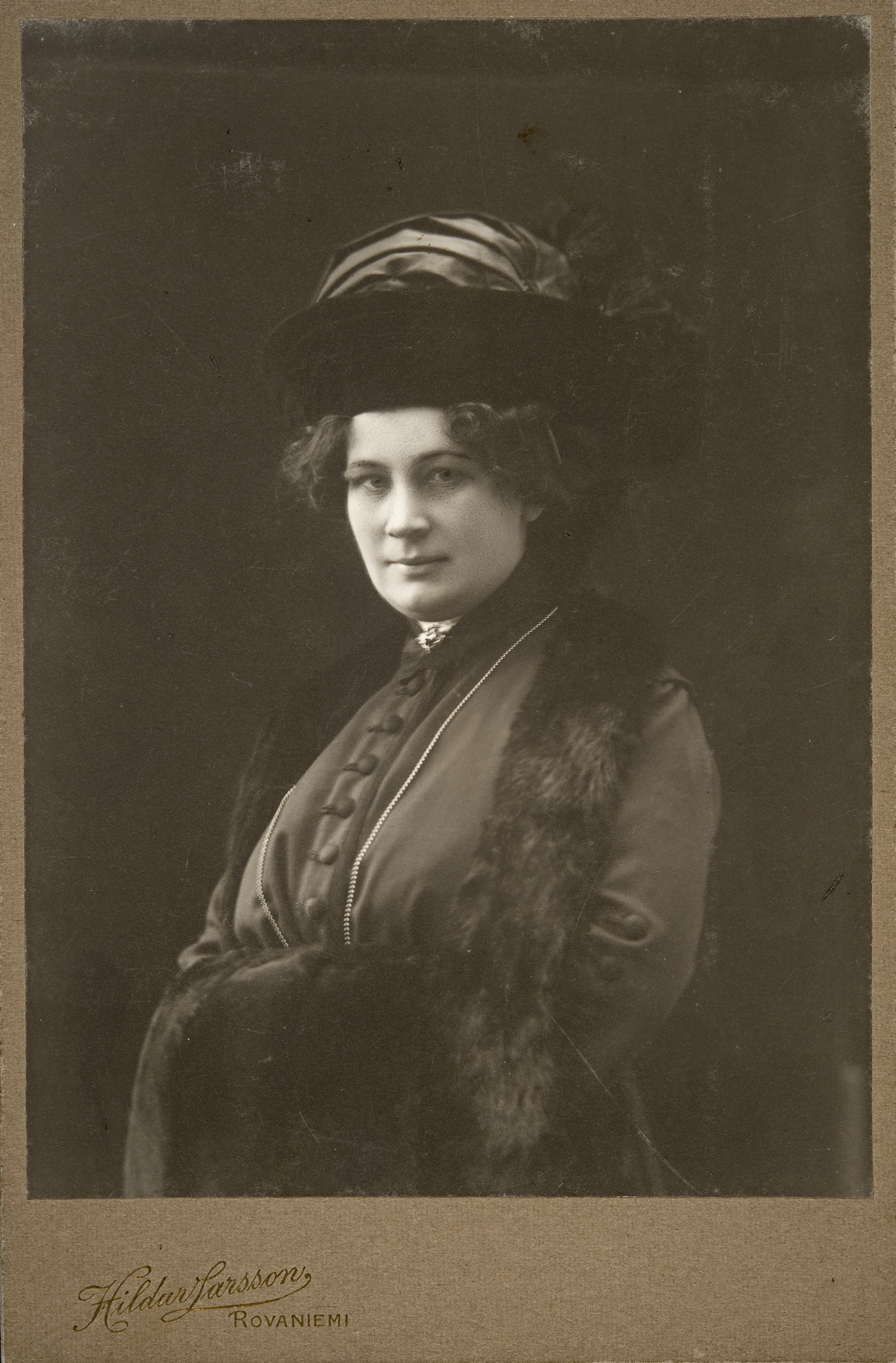
Naimi Kari, 1913